# Marvel Super Heroes
Marvel Super Heroes is een videospel voor het platform Sega Saturn. Het spel werd uitgebracht in 1996. 